# Gyokudō Kawai
Gyokudō Kawai (jap. 川合 玉堂 Kawai Gyokudō), właśc. Yoshisaburō Kawai (jap. 川合 芳三郎 Kawai Yoshisaburō); ur. 24 listopada 1873 w prefekturze Aichi, zm. 30 czerwca 1957 w Tokio – japoński malarz.
Pochodził z prefektury Aichi. W 1887 roku przeniósł się do Kioto, gdzie wpierw studiował malarstwo u Gyokusena Mochizukiego, mistrza szkoły Tosa, a od 1890 roku u Baireia Kōno, mistrza szkoły Shijō. Po jego śmierci w 1895 roku wyjechał do Tokio, kontynuując naukę u mistrza szkoły Kanō, Gahō Hashimoto. W swoim malarstwie łączył później stylistykę obydwu tych szkół. Malował głównie pejzaże. Wypracował własny, delikatny styl, z widocznymi wpływami malarstwa zachodniego.
W latach 1915–1938 wykładał na Akademii Sztuk Pięknych w Tokio, a w 1919 roku został przyjęty na członka Cesarskiej Akademii Sztuk Pięknych. W 1940 roku został odznaczony Orderem Kultury oraz Nagrodą Asahi. W 1961 roku w Ōme otwarte zostało muzeum poświęcone twórczości Kawaia.

## Galeria

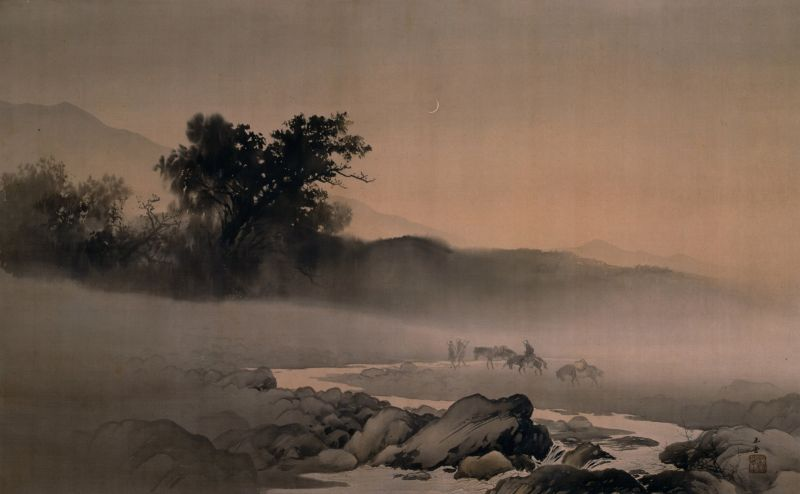
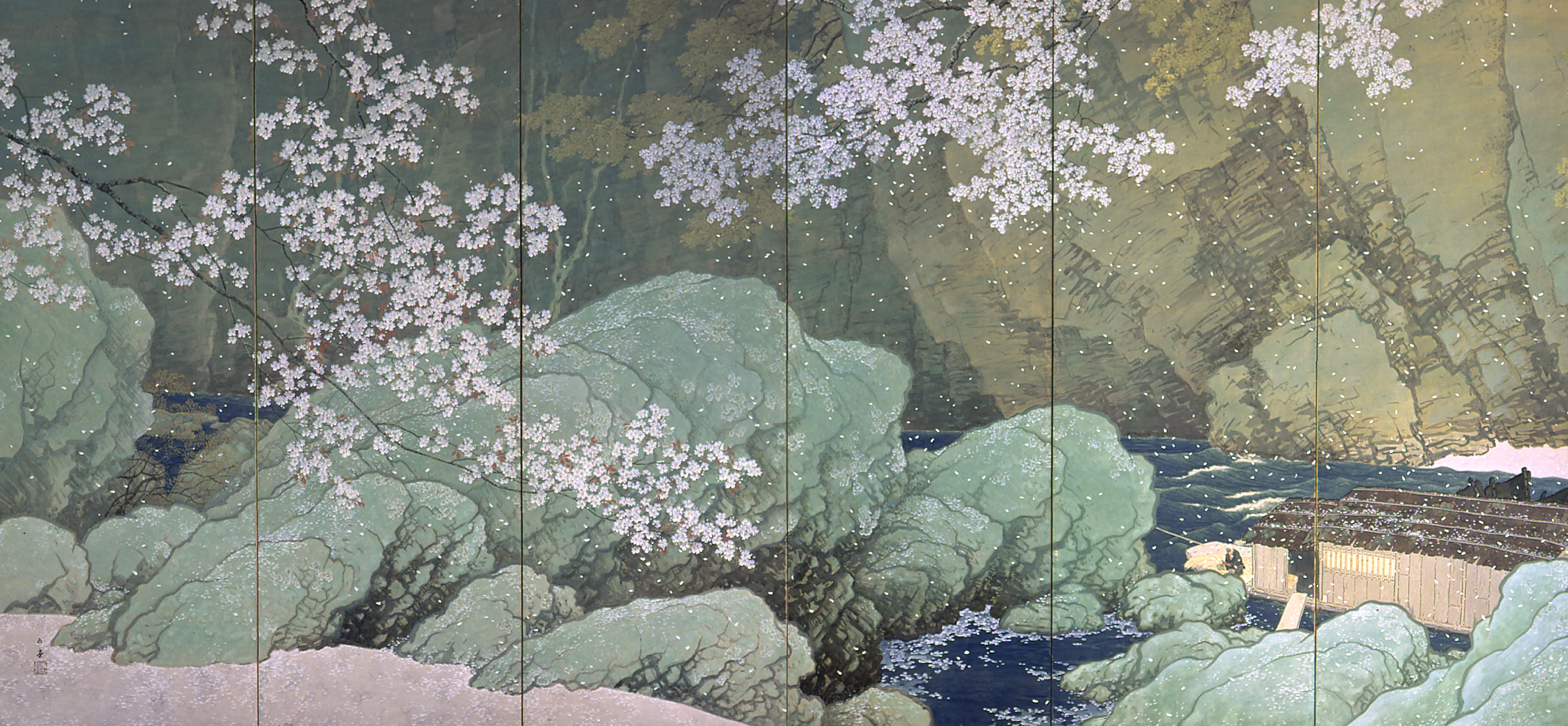
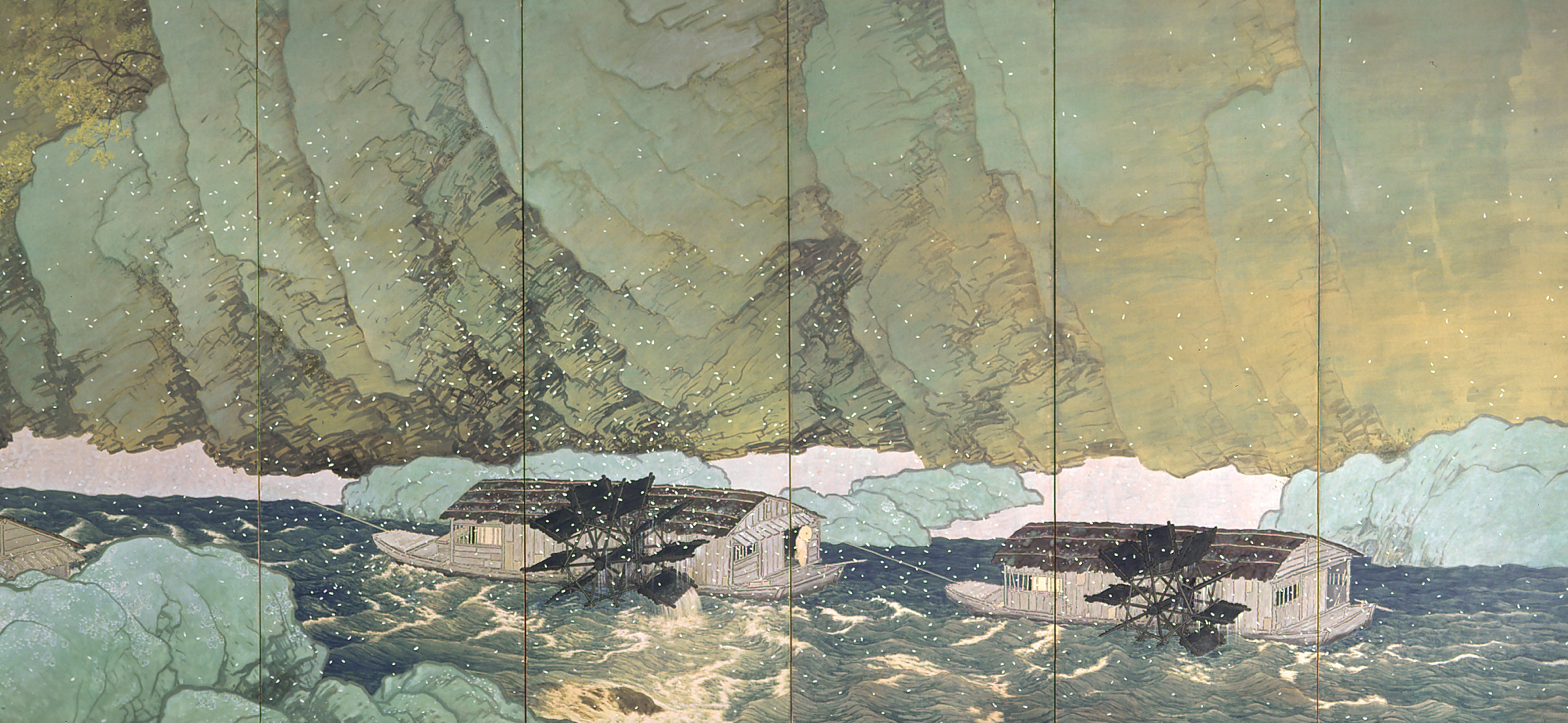